# Tragulus nigricans
El ciervo ratón filipino (Tragulus nigricans) o pilandok (en idioma filipino) es una especie de mamífero artiodáctilo de hábitos nocturnos que habita en la isla Balabac y otras islas pequeñas cercanas a esta, al suroeste de Palawan en Filipinas. Anteriormente se le consideraba un subespecie del ciervo-ratón grande (Tragulus napu).

## Morfología
Tiene un pelaje negro y marrón con rayas blancas sobre la garganta y el pecho. A pesar de que previamente se le consideró un subespecie de ciervo-ratón grande, sus medidas son intermedias entre esta especie y el ciervo-ratón pequeño (Tragulus kanchil) de la cercana isla de Borneo. Tiene miembros delgados y la espalda arqueada cubierta por pelaje marrón. Una línea obscura se tiende desde cada oreja, pasando sobre el ojo hasta la nariz.
Los machos de la especie no poseen cuernos. Usan sus caninos similares a colmillos que penden del maxilar superior para defenderse o luchas territoriales con otros machos.

## Comportamiento
Es un animal solitario de hábitos nocturnos, que se alimenta de hojas, flores y otros tipo de vegetación. Durante el día permanece en el bosque y evita moverse.

## Conservación
El ciervo-ratón filipino se encuentra amenazado debido a la pérdida de su hábitat, la caza furtiva y la captura ilegal para ser comerciado como mascota. Se encuentra protegido por completo en Filipinas, pero los esfuerzos para que sea efectiva es en su mayor parte inefectiva.

## En cautiverio
Fuera de Filipinas se encuentra solo en cautiverio en el zoológico de Wroclaw, Polonia, Singapur y en Zoológico de Amberes.